# You & I (canção)
"You & I" é uma canção da boy band inglesa-irlandesa One Direction, gravada para o terceiro álbum de estúdio da banda, Midnight Memories (2013). A canção foi lançada como o quarto e último single do álbum em 15 de abril de 2014 através da Syco Music e da Columbia Records.
A obra conta com Julian Bunetta, Jamie Scott e John Ryan como compositores, já a produção ficou a cargo unicamente de Bunetta e Ryan. "You & I" é uma canção de música soft rock, que recebeu críticas musicais favoráveis, chamando-a de uma balada mais "cinemática", "elegante" e "adulta".

## Antecedentes
Após o sucesso comercial dos singles "Best Song Ever" e "Story of My Life", a banda lançou a faixa-título do álbum como terceiro single, mas infelizmente não teve o mesmo sucesso comercial das antecessoras. Em 11 de abril de 2014 a banda anunciou que "You & I" seria o quarto single. O single foi lançado em 25 de maio, acompanhado por um extended play, que inclui um remix feito pelo membro da banda Liam Payne, bem como a versão de piano e de dueto da canção.

## Vídeo musical
O vídeo da música foi filmado no Clevedon Pier e dirigido pelo colaborador de longa data Ben Winston e foi lançado em 18 de abril de 2014. O vídeo não foi gravado de uma só vez, mas foi editado em conjunto para parecer como se fosse. No vídeo, vê-se os membros da banda se transformando em uns aos outros durante a caminhada ao longo do Clevedon Pier em Somerset.

## Faixas e formatos
- CD single / extended play digital

1. "You & I" (edição para rádios) — 3:49
2. "You & I (Big Payno Remix)" — 3:22
3. "You & I" (versão em dueto) — 4:02
4. "You & I" (versão em piano) — 3:42

- Faixa bônus da iTunes Store

1. "A Message from One Direction" (vídeo apenas para pré-ordem)

## Desempenho nas tabelas musicais
| Tabela musical (2014)                     | Melhor posição |
| ----------------------------------------- | -------------- |
| Austrália (ARIA Charts)                   | 23             |
| Alemanha (Media Control Charts)           | 52             |
| Brasil (Billboard Brasil Hot 100)         | 35             |
| Canadá (Canadian Hot 100)                 | 78             |
| Estados Unidos (Billboard Hot 100)        | 68             |
| Estados Unidos (Adult Top 40 — Billboard) | 32             |
| França (SNEP)                             | 42             |
| Nova Zelândia (Recorded Music NZ)         | 22             |
| Reino Unido (UK Singles Chart)            | 19             |

## Histórico de lançamento
| Região         | Data                | Formato                | Gravadora        |
| -------------- | ------------------- | ---------------------- | ---------------- |
| Estados Unidos | 15 de abril de 2014 | Contemporary hit radio | Columbia Records |
| Itália         | 18 de abril de 2014 | Contemporary hit radio | Syco Music       |
| Países Baixos  | 23 de maio de 2014  | Download digital       | Syco Music       |
| Alemanha       | 23 de maio de 2014  | Download digital       | Syco Music       |
| Irlanda        | 23 de maio de 2014  | Download digital       | Syco Music       |
| Reino Unido    | 25 de maio de 2014  | Download digital       | Syco Music       |